# Young Chimodzi
Young Chimodzi, né le 1er août 1961 à Mkwapatira, est un joueur international et entraîneur de football malawite.

## Carrière

### Carrière de joueur

#### En club
Il évolue aux Silver Strikers.

#### En sélection
Il joue avec l'équipe du Malawi la Coupe d'Afrique des nations 1984 en Côte d'Ivoire ainsi que les Jeux africains de 1987 au Kenya, remportant une médaille de bronze.
Il compte en tout 159 matchs joués et 12 buts inscrits sous le maillot de la sélection nationale de 1979 à 1995. Néanmoins, tous les matchs face au Zanzibar ainsi que les deux matchs face au Cameroon en 1987 ne sont pas reconnus par la FIFA.

### Carrière d'entraîneur

#### En club
Il est entraîneur-joueur des Silver Strikers, où il sera également directeur technique.

#### En sélection
Il est sélectionneur de l'équipe du Malawi en 2000, perdant en quarts de finale de la Coupe COSAFA 2000.
Il est dans le staff technique de l'équipe du Malawi disputant la Coupe d'Afrique des nations 2010 en Angola. Il est à nouveau nommé sélectionneur de l'équipe du Malawi en janvier 2014 et mène l'équipe lors de la Coupe COSAFA 2015, terminant à la cinquième place et lors de la Coupe COSAFA 2016, où ils sont éliminés dès la phase de groupes. Le 14 juin 2015, la Fédération annonce qu'elle ne renouvellera pas le contrat de Young Chimodzi courant jusqu'au 31 juillet 2015 après la défaite contre le Zimbabwe (1-2) aux qualifications à la Coupe d'Afrique des nations 2017.

## Palmarès

### Joueur
Malawi
- Jeux africains
  - Troisième : 1987
- Coupe CECAFA des nations
  - Vainqueur : 1988
  - Finaliste : 1984 et 1989
  - Troisième : 1985